# پیکربندی خودروها

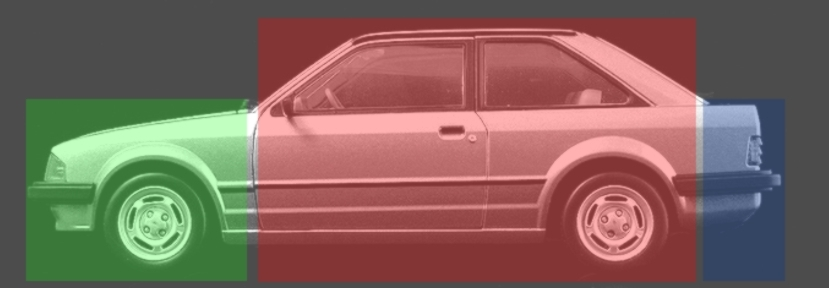
فورد اسکورت اروپایی، یک ناچ‌بک یا لیفت‌بک با سه جعبه

پیکربندی بدنهٔ خودرو معمولاً با دماغهٔ خودرو، اتاق خودرو و صندوق عقب خودرو مشخص می‌شود. معمولاً هاچ‌بک‌ها‌ و استیشن واگن‌ها‌ دارای دو جعبه و سدان‌ها دارای سه جعبه هستند و این سه جعبه را می‌توان مشترک کرد. جعبه‌های خودروها به‌وسیلهٔ ستون‌های A (خودروی دو جعبه) و C (خودروی سه جعبه) به هم متصل هستند.
به‌طور کلی سه نوع خودرو از لحاظ پیکربندی وجود دارند:
1. یک جعبه‌ای (خودروهای بدون دماغه و صندوق عقب)
2. دو جعبه‌ای (خودروهای با دماغه و بدون صندوق عقب)
3. سه جعبه‌ای (خودروهای با دماغه و صندوق عقب)